# Paul Zimmermann (Politiker, 1900)
Paul Zimmermann (* 22. Januar 1900 in Elberfeld; † 11. November 1976 in Korbach) war ein deutscher Kommunalpolitiker.

## Werdegang
Zimmermann studierte Wirtschafts- und Sozialwissenschaften in Köln und promovierte 1922. 1923 wurde er im Alter von 23 Jahren in Mengeringhausen jüngster Bürgermeister Deutschlands. Von 1927 bis 1945 war er Bürgermeister der hessischen Kreisstadt Korbach. Am 5. Mai wurde er von den Alliierten seines Amtes enthoben. Vom 1. Juli 1948 bis zum Jahr 1967 wurde er jedoch erneut zum Bürgermeister Korbachs gewählt.

## Ehrungen
- 1963: Freiherr-vom-Stein-Plakette
- 1967: Verdienstkreuz 1. Klasse der Bundesrepublik Deutschland
- 1968: Benennung eines Sportplatzes in Korbach
- 1970: Ehrenbürger der Stadt Korbach
- Benennung einer Schule in Korbach